# Georges Vacher de Lapouge
Graaf Georges Vacher de Lapouge (Neuville-de-Poitou, Vienne, 12 december 1854 - Poitiers, Vienne, 20 februari 1936) was een Franse antropoloog en een theoreticus van eugenetica en wetenschappelijk racisme. Hij is bekend als de stichter van antroposociologie, de antropologische en sociologische studie van rassen om daarmee de superioriteit van bepaalde volken vast te stellen.
In de winter van 1890 vond hij in een grafheuvel bij Montpellier drie botfragmenten van de zogenoemde Reus van Castelnau, die volgens hem een lengte kan hebben gehad van 3,5 m.

## Biografie
Als jonge rechtenstudent aan de Universiteit van Poitiers las Vacher de Lapouge Herbert Spencer en Charles Darwin. In 1879 behaalde hij zijn doctoraat en werd magistraat in Niort (Deux-Sèvres) en aanklager in Le Blanc. Toen studeerde hij geschiedenis en filologie aan de École pratique des hautes études en leerde van 1883 tot 1886 talen als Akkadisch, Egyptisch, Hebreeuws, Chinees en Japans aan de École du Louvre en de School van Antropologie in Parijs.
Vanaf 1886 onderwees Vacher de Lapouge antropologie aan de Universiteit van Montpellier, waar hij Francis Galtons eugenetische these verdedigde, maar in 1892 werd uitgezet wegens socialistische activiteiten (hij was medestichter van Jules Guesde's Franse Arbeiders Partij en voerde campagne om in 1888 burgemeester van Montpellier te worden).
Later werkte hij tot zijn pensioen in 1922 als bibliothecaris aan de Universiteit van Rennes I.

## Werk en nalatenschap
Hij schreef L'Aryen: son Rôle Social (1899, De Ariër: zijn sociale rol), waarin hij de Arische dolichocephalische rassen tegenover de brachycephalische rassen plaatste. 
Vacher de Lapouge hing Francis Galtons eugenetische theorie aan, maar paste die toe op rassen. Zijn ideeën zijn te vergelijken met die van Henri de Boulainvilliers (1658-1722), die geloofde dat de Germaanse Franken de bovenlaag van de Franse samenleving vormden, terwijl de Keltische Galliërs de voorouders van de boerenklasse zouden zijn. Ras werd zo, volgens hem, bijna een synoniem voor sociale klasse. Vacher de Lapouge voegde aan zijn concept van rassen en klassen wat hij noemde "selectionisme" toe, zijn versie van Galtons eugenetica. Zijn antropologie zou zijn bedoeld om sociaal conflict te voorkomen door een vastgestelde, hiërarchisch opgebouwde sociale orde te definiëren.
In 1926 schreef hij het voorwoord en de vertaling van Madison Grants publicatie The Passing of The Great Race (Le Déclin de la Grande Race, Payot, 1926). Hij vertaalde ook een werk van Ernst Haeckel in het Frans.
Vacher de Lapouge had een directe invloed op de raciale en eugenetische leer van de Nazi's. In zijn boek over "politieke wetenschap" (p.464) "de toekomst van de Ariërs" beschreef hij de jood als de enige rivaal van de ariër. Hierdoor wordt hij medeverantwoordelijk gehouden voor de vernietiging van de Europese joden tussen 1930 en 1950.